# Agir (fransk parti)
Agir, det konstruktive højre (fransk: Agir, la droite constructive) (almindeligt kendt som Agir) er et fransk politisk parti, der blev stiftet den 26. november 2017 af tidligere medlemmer af Republikanerne.
Ved sin oprettelse havde partiet ni mandater i Nationalforsamlingen, seks i Senatet, et i Europa-Parlamentet, et i regionsrådene og seks i departementsrådene.
Partiets ni medlemmer af Nationalforsamlingen fordeler sig med seks tidligere Republikanere og tre tidligere partiløse.

## Baggrund
Efter Frankrigs parlamentsvalg 2017 besluttede flertallet i Den republikanske gruppe, at de ville føre en klar oppositionspolitik mod den regering som præsident Emmanuel Macron havde udnævnt. Et mindretal af Republikanerne ønskede imidlertid at samarbejde med regeringen, og de gik derfor ind i den nye parlamentsgruppe Gruppen af konstruktive republikanere og UDI.
I efteråret 2017 ekskluderede Republikanerne medlemmerne af den nye parlamentsgruppe, og den 26. november 2017 dannede de ekskluderede det nye parti Agir.